# Pieces of a Dream (canção)
"Pieces of a Dream" é uma canção da cantora e compositora Anastacia, para o seu primeiro álbum de compilações Pieces of a Dream. Foi escrita pela cantora, por Glen Ballard e David Hodges. Foi produzido por David Hodges e lançado a 15 de outubro de 2005 na Europa, como single de promoção do álbum. Entrou em tabelas musicais de países como a Alemanha e nos Países Baixos, alcançando a primeira posição em Espanha.

## Videoclipe
Foi dirigido por David Lippman e Charles Mehling, a 17 e 18 de Setembro de 2005, em Los Angeles, Califórnia.
O vídeo consiste em cenas a preto e branco e sombras, sendo possível ver a cantora numa espécie de "queda". No fim, a cantora revela que tudo não passou de partes de um dos seus sonhos.

## Faixas e formatos
Reino Unido e Europeu CD single
1. "Pieces of a Dream"
2. "Edição Club Megamix"

Promocional Jason Nevins Remix
1. "Pieces of a Dream" (Jason Nevins Remix)

Promocional remix single
1. "Pieces of a Dream" (Jason Nevins Remix Edit)
2. "Pieces of a Dream" (Jason Nevins Remix)
3. "Left Outside Alone" (Humble Brothers Remix)

Radio promocional
1. "Pieces of a Dream" (Versão de Álbum)

## Posições
| Tabelas musicais (2005)          | Melhor posição |
| -------------------------------- | -------------- |
| Ö3 Austria Top 40                | 29             |
| Dutch Top 40                     | 8              |
| European Hot 100 Singles         | 30             |
| German Singles Chart             | 20             |
| Irish Singles Chart              | 26             |
| Italian FIMI Singles Chart       | 3              |
| Swiss Singles Chart              | 18             |
| UK Singles Chart                 | 48             |
| Tabelas musicais (2008)          | Melhor posição |
| Spanish PROMUSICAE Singles Chart | 1              |